# Усть-Инская
Усть-Инская (Усть-Иня) — упразднённая в 1930 году деревня,  вошедшая в состав Новосибирска. Первые упоминания о поселении относятся к 1734 году. Располагалась на территории современного Октябрьского района  между рекой Плющихой и карьером Борок.

## История
В 1733 году российский историограф Герхард Фридрих Миллер прибыл в Сибирь. В статье «Описание Кузнецкого уезда Тобольской Провинции в Сибири в нынешнем его состоянии, в сентябре 1734 г.» учёный привёл список поселений, в числе которых была деревня Усть-Инская. Данных о посещении Миллером мест, вошедших позднее в состав Новосибирска, нет.
В 1777 году в деревне проживали Масловы, Белкины, Белоусовы, Казанцевы, Барышевы, Сидельниковы, Колесниковы, Рожковы и Овчинниковы.
В 1823 году в Усть-Ине жила 21 семья. Из прежних поселенцев остались Масловы (2 двора), Колесниковы (6 дворов), Белоусовы (8 дворов), поселились — Харлапановы (1 двор) и Кунгурцевы (4 двора). В общем хозяйстве деревни были 90 коров, 80 лошадей и примерно 90 десятин пашни.
В 1842 году к поселению Усть-Инской прибавилось 3 двора, население деревни составило 76 дворов, тем не менее хозяйство деревни не увеличилось, оставшись на прежнем уровне. К 1858 году в Усть-Ине появились ещё 28 дворов, население составило 260 человек (из них 93 — мужчины).
В 1911 году деревня насчитывала 235 дворов и 1158 человек (мужчин — 598, женщин — 560).
Во время Первой мировой войны в деревню переселилось 27 семей беженцев из областей, оккупированных Германией. Условия проживания новых жителей были трудными, в декабре 1915 года беженцы послали телеграмму губернатору, в которой рассказали о своём бедственном положении. Когда от властей пришёл запрос, деревенский старшина составил акт для обратного ответа:

Из 27 беженцев только 10 могут, до некоторой возможности, жить без помощи от казны, остальные находятся в худшем положении. Для них существовать без пособия затруднительно… Но всё же острой необходимости замечено не было…
После этого старшина стал убеждать начальство в том, что жалобы беженцев — всего лишь повод получить дополнительные деньги.
В 1929 году после решения о строительстве через Усть-Иню Бердского шоссе деревня была включена в состав Новосибирска.
Постановление Президиума ВЦИК от 20 октября 1930 года  «О расширении городской черты гор. Новосибирска Западно-Сибирского края» гласило: «Включить в городскую черту гор. Новосибирска Западно-сибирского края следующие населенные пункты: Больше-кривощеково, Бугры, Вертково, Ерестную, Мало-кривощеково, Перово,   и Усть-Иню, сельскохозяйственную опытную станцию и внеусадебные земли селений: Каменского (земельный участок в размере 1276,56 га), сельскохозяйственной коммуны имени Сырцова (земельный участок в размере 1513,12 га) и Луговой (земельный участок в размере 74,94 га)».  

## Экономика
Рядом с деревней существовали 1 колесчатая и 4 мутовчатые мельницы, располагавшиеся на Плющихе. Известны несколько случаев, когда жители Усть-Инской продавали муку Колывано-Вознесенским заводам, которые были заинтересованы, прежде всего, в крупных поставщиках: в 1783 году подряд на доставку 10 тысяч пудов муки достался жителю деревни Афанасию Барышеву, в 1786 — С. Белоусову (650 пудов), за один пуд он предложил низкую цену — 16 копеек. С появлением Ново-Николаевска (ныне — Новосибирск) жители выезжали торговать собственным товаром (самогон и т. д.) на Базарную (позднее Ярмарочную) площадь города.

## Конфликт с Ново-Николаевском — Новосибирском
Между растущим городом и жителями деревни были сложные взаимоотношения. Население Усть-Ини старалось сохранить привычный уклад жизни и упорно сопротивлялось каким-либо изменениям. Деревенские жители были против продразвёрстки, не допускали на свою территорию потребкооперацию, не хотели принимать участие в займе на индустриализацию, уклонялись от положенной платы в казну, стреляли в пришлых людей и избивали их.
В 1921 году между Усть-Инской и Ново-Николаевском началась «лесная война» — конфликт, продлившийся 3 года. Как в деревне, так и в городе не хватало дров, но вырубать лес можно было только при наличии специальных билетов лесничества. Тогда многие люди обоих населённых пунктов стали добывать лес незаконно. Однако, в отличие от жителей Ново-Николаевска, жители Усть-Ини считали, что лес принадлежит им, и даже пытались добиться от лесного отдела запрета для горожан выдачи билетов.
Деревню также возмущало, что новониколаевцы пасли скот на той земле, которую деревенские жители считали собственной.
Криминальная обстановка усугубилась во второй половине 1920-х годов, когда так называемая «нахаловка» (незаконно возникшее поселение), «приблизилась» к Усть-Ине со стороны города. На территории берёзовой рощи между деревней и улицей Переселенческой (существует до сих пор вдоль Плющихи) часто происходили грабежи и разбойные нападения. Газета «Советская Сибирь» писала, что в 1927 году на этом месте устроили самосуд над городской учительницей, которая привела учеников на открытый урок. Её ученики спаслись бегством, а преподаватель с трудом смогла спастись.
В 1929 году, когда решение о сооружении Бердского шоссе было принято окончательно и Усть-Иня вошла в состав Новосибирска, жители деревни подали на город в суд, который проиграли, после чего деревня де-юре перестала существовать.